# Катастрофа Boeing 727 под Имотой
Катастрофа Boeing 727 под Имотой — крупная авиационная катастрофа, произошедшая в четверг 7 ноября 1996 года на окраине городка Имота с авиалайнером Boeing 727-231 авиакомпании ADC Airlines, выполнявшим плановый внутренний рейс ADK086 по маршруту Порт-Харкорт—Лагос. Погибли все находившиеся на его борту 144 человека — 134 пассажира и 10 членов экипажа.

## Самолёт
Boeing 727-231 (заводской номер 20054, серийный 718) был выпущен в 1969 году и 29 апреля совершил свой первый полёт. 15 мая того же года был передан авиакомпании Trans World Airlines (TWA), в которой получил бортовой номер N64321. 7 июня 1995 года был куплен авиакомпанией ADC Airlines, бортовой номер при этом сменился на 5N-BBG. Оснащён тремя турбореактивными двигателями Pratt & Whitney JT8D-9A. На день катастрофы совершил 44 613 циклов «взлёт-посадка» и налетал 64 956 часов.

## Экипаж
- Командир воздушного судна (КВС) — Дафиеко Эмми Сама (англ. Dafieko Emmy Sama).
- Второй пилот — Бабаджиде Афолаби Афонджа (англ. Babajide Afolabi Afonja).
- Бортинженер — Баширу Адегонке Фолоруншо (англ. Bashiru Adegonke Folorunsho).
- КВС-стажёр — Лоуренс Юзен (англ. Lawrence Usen).
- Бортпроводники:
  - Хелен Адеколу (англ. Helen Adekolu) — старший бортпроводник,
  - Ифеома Иронкве (англ. Ifeoma Ironkwe),
  - Этюдо (англ. Etudoh),
  - Удеме Атай (англ. Udeme Atai),
  - Бабаджиде Фасуйи (англ. Babajide Fasuyi),
  - Токунбо (англ. Tokunbo).

## Катастрофа
Boeing 727-231 борт 5N-BBG выполнял рейс ADK086 из Порт-Харкорта в Лагос, на его борту находились 10 членов экипажа и 134 пассажира; среди пассажиров на борту находился нигерийский философ и политэконом Клод Оке. Рейс 086 вылетел из Порт-Харкорта в 15:52, пилотирование самолётом осуществлял КВС-стажёр, а фактический КВС рейса 086 отвечал за связь с авиадиспетчером.
К Лагосу рейс 086 подходил в 16:47 на эшелоне FL240 (7300 метров). В это же время из аэропорта Лагоса вылетел рейс TIX185 компании Triax Airlines (тоже Boeing 727), следовавший в Энугу и после набора высоты занявший эшелон FL160 (4900 метров). Пилоты рейса 086 запросили у авиадиспетчера разрешение на снижение, на что им было отказано, так как на эшелоне FL210 (6400 метров) на встречном курсе находилась Cessna 500 полиции Нигерии (борт 5N-APN). В 16:59 с рейса 086 опять запросили снижение. В этот момент авиадиспетчер забыл о данной ранее команде пилотам рейса 086 сохранять эшелон FL240 и решил, что лайнер уже на эшелоне FL100 (3050 метров), то есть ниже встречного рейса 185, и дал рейсу 086 разрешение на снижение.
Рейс ADK086 начал выполнять снижение, когда при проходе эшелона FL160 (4900 метров) прозвучал сигнал системы TCAS об опасности столкновения. Пилоты сразу начали выполнять правый поворот для уклонения от столкновения, но ввели лайнер в слишком крутой крен. В итоге авиалайнер, перейдя в сваливание, опустил нос и быстро понёсся к земле; всего за 16 секунд его скорость с 518 км/ч увеличилась до скорости преодоления звукового барьера (около 1200 км/ч), а из-за возникших перегрузок пилоты потеряли контроль над управлением. В 17:03 перевернувшийся рейс ADK086 почти под прямым углом врезался в лагуну Лагос около городка Имота (Эжирин; в 40 километрах от Лагоса) и полностью разрушился. Все находившиеся на его борту 144 человека погибли.